# Kaiten nage
Kaiten nage (jap. 回転投げ) ist eine Technik in der japanischen Selbstverteidigungskunst Aikidō. 
Sie steht in engem Zusammenhang mit Shihō nage, von welchem sie sich in der Bewegung, nicht im Wirkungsansatz, nur geringfügig unterscheidet. Sie zählt zu den erweiterten Basistechniken. 

## Namensgebung
Kaiten bedeutet im Japanischen „drehen, sich drehen“, nage heißt „Wurf“. Der im Deutschen übliche Name „Schleuderwurf“ ist dabei etwas enger gefasst, denn das Schleudern ist nur ein Wirkungsansatz, welcher bei Ausführung unter den gegebenen Umständen entstehen kann. Im Englischen lautet die Bezeichnung rotary throw, was das zentrale technische Element präziser nennt.

## Ursprung der Bewegung
Die Techniken des Aikidō sind abgeleitet von der Handhabung des japanischen Schwertes, des Katana. Speziell im Aikidō ist die ausschließliche Anwendung zur Verteidigung. So ist die Situation gegeben, dass ein Angriff mit Schwert erfolgt, wogehen die Abwehr ohne Schwert ausgeführt wird.
Der initialen Angriffsbewegung als Stich oder als Schnitt in vertikaler Richtung weicht der Aikidōka (Aikidō-Ausübender) durch zweckdienliche Bewegung zur Seite aus. Er positioniert sich dabei auf Armdistanz zum Angreifer. Bei Ausweichen zur linken Seite des Angreifers fasst er das Schwert mit seiner rechten Hand unmittelbar nach Ausführen der Angriffsbewegung zwischen den Händen des Angreifers am Schwertgriff. Seine linke Hand positioniert er auf dem Rücken des Schwerts, ohne allerdings in die Klinge zu greifen. 
Bei Ausweichen zur rechten Seite des Angreifers erfolgen die Griffe umgekehrt: Linke Hand am Schwertgriff, rechte am Schwertrücken.
In dieser Position übernimmt er die vollständige Kontrolle über die Bewegungen des Schwerts, da er über den wesentlich größeren Hebelansatz verfügt als der Angreifer. Dieser kann das Schwert nicht loslassen, da er dabei entwaffnet würde. Er umfasst in der Folge den Griff weiterhin.
Durch eine stoßende Bewegung prioritär am Schwertrücken, beginnend im Halbkreis nach unten und mit Drehpunkt im Schwerpunkt des Angreifers, werden dessen Arme zusammen mit dem Schwertgriff nach oben geschoben. In den frei werdenden Raum tritt der Aikidōka mit einem Schritt ein und dreht sich bei Erreichen des Zenits mit dem Schwertgriff um 180 Grad (kaiten). 
Ob sich dabei der Angreifer mitdreht oder nicht, ist unerheblich. Aufgrund der Drehung des Aikidōka um 180 Grad weist die Schwertspitze nun seitlich am Körper des Aikidōka vorbei unmittelbar auf den Angreifer. Bei Fortführen der Bewegung sticht die Schwertspitze in Richtung des Unterleibs des Angreifers. Dieser kann der Bedrohung nur durch einen Überschlag über das Schwert entkommen.

## Ausführung ohne Schwert/Bokken
Die Technik wird ohne Schwert, respektive Bokken, identisch ausgeführt: Der Aikidōka begegnet einem Griff an einen Arm oder an beide Hände, indem er sich durch zweckdienliche Eingangsbewegungen in eine zur Ausführung günstige Position bringt. Dabei nutzt er die Dynamik der Angriffsbewegung durch Lenkbewegungen aus, ohne sie zu blockieren. 
Bringt ihn die Eingangsbewegung in eine für Kaiten nage optimale Position, schiebt er durch seinen Massen-/Körpereinsatz die vom Angreifer gefassten Handgelenke oder Arme unter dessen Armen hoch und tritt mit einem Schritt in den frei werdenden Raum ein. Sobald seine vom Angreifer noch immer gefassten Handgelenke den Zenit über seinem eigenen Kopf erreicht haben, dreht er sich um 180 Grad (kaiten).
Wenn der Angreifer bis zu diesem Moment seinen Angriffsdruck aufrechterhält, schiebt er sich damit selbst über seinen Gleichgewichtspunkt im Zenit hinaus und fällt vorwärts, bzw. rückwärts, falls er sich in der Bewegung mit gedreht hat.
Falls der Angreifer während des Hochschiebens der Arme seinen Griff löst oder falls er den Angriffsdruck einstellt, wird die bereits eingeleitete Technik trotzdem fortgesetzt. In diesem Fall sind die Arme des Aikidōkas frei, und er führt in der Drehung um 180 Grad einen Schlag mit demjenigen Ellbogen in Richtung des Unterleibs des Angreifers aus, welcher diesem nach der Drehung näher ist. 
Seine Körperdrehung verleiht dem Schlag dabei zusätzliche Wucht. Will der Angreifer dieser unmittelbaren Bedrohung ausweichen, muss er reflexartig einen Überschlag über den Unterarm des Aikidō-Ausübenden ausführen. 

### Varianten Kaiten Kokyū-Nage und Kaiten otoshi
Der Aikidōka beabsichtigt keine direkte Schädigung oder Verletzung des Angreifers. So besteht die Möglichkeit, die mit einem Stich der Schwertspitze zum Unterleib des Angreifers ausgeführte Bewegung zu variieren. 
Im Zenit der nach oben führenden Eingangsbewegung gerät der Angreifer aus dem Gleichgewicht. Er hat zwar die Möglichkeit, seine für ihn sehr bedrohliche Lage zu erfassen, aber kann gleichwohl den Schwertgriff nicht loslassen. Der Aikidōka schiebt nun nach seiner eigenen Drehung um 180 Grad mit kontinuierlichem Druck den Schwertgriff deutlich spürbar nach vorne, statt dass er mit der Spitze Richtung Angreifer sticht. Dadurch erfährt der Angreifer am noch immer fest gehaltenen Griff deutlichen Zug, was ihm erlaubt, sich durch diese Zugbewegung nach vorne aus der Bedrohungslage herauswerfen zu lassen. 
Eine weitere Variation besteht darin, dass der Aikidō-Ausübende den vom Angreifer festgehaltenen Schwertgriff im Zenit hinter dessen Rücken senkrecht nach unten führt. Er sollte dabei darauf achten, dass dies vom Angreifer nicht als Zug wahrgenommen wird, sondern nur das Eigengewicht des Schwertes fallen lassen (jap. otoshi „fallenlassen“). 
Bei Ausführung ohne Schwert/Bokken erfolgen diese Bewegungen in analoger Weise, mit dem Unterschied, dass der Angreifer die Handgelenke bzw. Arme des Aikidōkas festhält. 
Die Wirkung tritt bei allen Ausführungen dadurch ein, dass die kinetische Energie der Vorwärtsbewegung des Angreifers, unterstützt durch das Hochschieben der Arme, nach oben umgelenkt wird. Mit der schnellen Ausführung der Drehung im Zenit um 180 Grad wird die Bewegung des Angreifers für diesen nicht umgedreht, sondern kontinuierlich weiter geführt. Er wird quasi durch seine eigene Angriffsbewegung und seinen eigenen Druck in der Abfolge geworfen.  
Variationen der Ausführung sind in allen Aikido-Stilen möglich, wobei jedoch die Prinzipien beibehalten werden.

## Referenzen und Belege
- A. Westbrook, O. Ratti: Aikido and the dynamic Sphere. Tuttle, Rutland VT u. a. 1996, ISBN 0-8048-0004-9.
- Aikidjournal.com Enzyklopädie,